# Johann Rudolf von Stürler

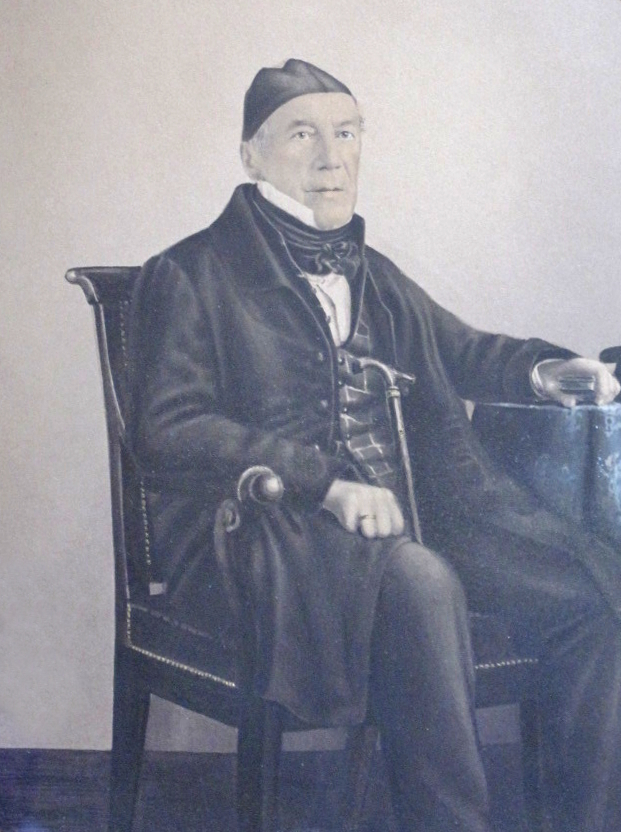
Johann Rudolf von Stürler, anonyme Fotografie (1853)

Johann Rudolf von Stürler (* 14. Juni 1771 in Köniz; † 10. September 1861 in Bern; heimatberechtigt in Bern) war ein Schweizer Politiker und Gutsbesitzer.
Johann Rudolf von Stürler war der Sohn seines gleichnamigen Vaters und der Elisabeth von Mutach. Verheiratet war er ab 1795 mit Maria Elisabeth von Sinner. 1798 war er Artilleriehauptmann in der Schlacht bei Fraubrunnen, später Artillerieoberst, 1809 Mitglied des Kriegsrats. Ab 1803 war er Mitglied des bernischen Grossen Rats, von 1809 bis 1814 und von 1821 bis 1831 Mitglied des Kleinen Rats und mehrfach Tagsatzungsgesandter. In den Jahren 1803 bis 1809 war er Oberamtmann von Burgdorf und von 1816 bis 1821 Oberamtmann von Fraubrunnen. 1808 war er Direktor der Berner Zuchthäuser.
1789 erbte Johann Rudolf von Stürler Schloss Jegenstorf von seiner Mutter, das er 1812 aus finanziellen Gründen mit seinem Cousin Rudolf Gabriel von Stürler mit dem Mühlemattgut in Thierachern tauschte. 1825 weilte August von Platen im Mühlemattgut und verfasste dort das Gedicht An die Diana des Riesen.

## Archive
- Streubestände zu Johann Rudolf von Stürler in der Burgerbibliothek Bern